# Simon Vollesen
Simon Vollesen (født 26. januar 1998) er en fodboldspiller fra Danmark, der spiller for IF Skjold Birkerød i Danmarksserien.

## Klubkarriere
Vollesen fik sin debut for Lyngby Boldklubs førstehold den 11. marts 2018, da han blev skiftet ind i det 81. minut i stedet for Kevin Tshiembe i et 1-0-nederlag ude til SønderjyskE. Han skiftede i sommerpausen 2018 til IF Birkerød, hvor han fik sin kampdebut den 11. august samme år.

## Landsholdet
Den 4. september 2018 blev han af DBU udtaget til Danmarks midlertidige herrelandshold op til en testkamp mod Slovakiet den 5. september. Landsholdet blev primært sammensat af spillere fra 2. division og Danmarksserien som følge af en igangværende konflikt mellem Spillerforeningen og DBU.